# 張國榮告別樂壇演唱會
《張國榮告別樂壇演唱會》張國榮在1989年及1990年於世界各地開展的一次巡迴演出活動。

## 簡介
演唱會香港站站於香港紅磡體育館舉行，由1989年12月21日演出至1990年1月22日。總共33場演出。
1989年9月17日，33歲的張國榮突然宣佈退出歌壇，在記者招待會中表示在紅磡體育館舉行33場個唱的原因是因為一場個唱代表一年歲數。由於較早前陳慧嫻才在紅館開完6場《幾時再見演唱會》，而公眾的反應也非常熱烈，因此有些報道指哥哥的封麥、陳慧嫻赴美留學、譚詠麟、林子祥、陈百强的宣布退出颁奖礼，正象徵着1990年代的香港樂壇將由张学友，刘德华牽頭，哥哥轉型為電影人，梅艷芳轉移至電影及慈善發展，繼續保住「大姐大」的身分。
黎小田擔任演唱會嘉賓，以客串身份彈奏了張國榮在華星唱片時代的歌曲--《不怕寂寞》和《我願意》
1989年度十大勁歌金曲頒獎典禮於1990年1月21日舉行，正舉辦演唱會的張國榮未能出席頒獎禮。無綫電視派出周慧敏到紅磡體育館現場將十大勁歌金曲--《由零開始》以及最受歡迎男歌星獎座頒予張國榮。
而張國榮在最後一場演唱會，在唱完《寂寞夜晚》後，便跟黎小田在舞台上繞場一週，連隨走到觀眾席與觀眾握手及接禮物，全場雷動。唱畢《由零開始》後，他向萬多位紅館觀眾道出了當歌手的心得，還向歌迷透露退休後會開咖啡店，更笑言持有他告別樂壇演唱會票尾的觀眾，光顧他的咖啡店，第一杯咖啡是免費。在演唱《共同渡過》期間更獲羅文送花致謝，之後更於台上聲淚俱下地唱《風繼續吹》，觀眾的反應更是此起彼落。在唱完最後一首《風再起時》向觀眾告別時，台中央突然冒起白煙，升上一個咪座，他就將手上的銀咪雙手插在咪座上，然後走回後台，以示銀咪高掛，正式告別樂壇。
張國榮重返樂壇後，咖啡店為你鍾情最終於1996年正式開幕，張國榮都記得承諾，讓手持演唱會票尾的觀眾，免費享受咖啡一杯，不過只經營了數年便結業。
以下是張國榮告別樂壇演唱會巡迴演唱行程表(香港站外)
| 地點           |
| -------------- |
| 美國大西洋城   |
| 加拿大卡加利   |
| 加拿大多倫多   |
| 加拿大溫哥華   |
| 馬來西亞怡保   |
| 馬來西亞吉隆坡 |
| 馬來西亞檳城   |
| 馬來西亞沙巴   |
| 英國倫敦       |
| 澳洲墨爾本     |
| 澳洲悉尼       |
| 韓國首爾       |
| 台灣台北       |
| 日本東京       |
| 日本大阪       |

## 紀錄
- 第一位在日本舉辦個人演唱會的華語男歌手

## 唱片專輯

### 曲目
| 曲序 | 曲目                                      |
| ---- | ----------------------------------------- |
| 1.   | Opening                                   |
| 2.   | 為妳鍾情                                  |
| 3.   | 側面                                      |
| 4.   | 寂寞夜晚                                  |
| 5.   | Medley：藍色憂鬱/少女心事/不羈的風/Monica |
| 6.   | 當年情                                    |
| 7.   | Salute Medley：童年時/似水流年/但願人長久 |
| 8.   | 千千闋歌                                  |
| 9.   | 請勿越軌                                  |
| 10.  | 愛慕                                      |
| 11.  | 想妳                                      |
| 12.  | 無心睡眠                                  |
| 13.  | Medley：有誰共鳴/沉默是金                 |
| 14.  | 倩女幽魂                                  |
| 15.  | Miss You Much                             |
| 16.  | 暴風一族                                  |
| 17.  | 由零開始                                  |
| 18.  | 共同渡過                                  |
| 19.  | 風繼續吹                                  |
| 20.  | 明星                                      |
| 21.  | The Way We Were                           |
| 22.  | 風再起時                                  |

### 足本版發行
大公文匯全媒體報道，據「寶麗金唱片微信公眾號」公布，香港環球唱片於2024年5月7日發行《張國榮告別樂壇演唱會 (Live in Hong Kong/1989-1990/足本版)》專輯，34年來首次完整收錄哥哥告別樂壇演唱會上的所有歌曲，為資深樂迷重構完整的記憶，也讓新世代樂迷全面見識哥哥的舞台魅力。《張國榮告別樂壇演唱會》足本版收錄了多首過去從未收錄的曲目，包括《偏心》、《無需要太多》、《放蕩》、《最愛》、《儂本多情》、《Medley：抵抗夜寒/黑色午夜/熱辣辣》、《Medley：不怕寂寞/我願意》都被重新收錄。另外，哥哥在演唱會上的深情絮語亦悉數收錄。為隆重其事，不再沿用以往的混音，重金聘請專家重新混音，在保留哥哥的原汁原味和個人風采之餘，亦讓音色更具質感與立體感。其中部分舊有歌曲，例如《Medley：藍色憂鬱/少女心事/不羈的風/Monica》、《由零開始》、《無心睡眠》及《當年情》，都被換成了其他場次的錄音，與舊版發行的版本有出入。

## 樂手
- 音樂總監，鍵琴：鮑比達
- 鍵琴：丁志光、Roel A. Garcia
- 鍵琴、特別音效混音及電腦排序：David Ling Jr.
- 鼓：Nicanor D. Ledesma
- 電鼓及敲擊樂器：陳偉強
- 結他：Joey Villanueva、蘇德華
- 低音結他：Rudy Balbuena
- 色士風：Teofilo Rombaoa
- 和音：陳美鳳、張偉文、曹潔敏、周小君、譚錫禧、胡啟榮